# Région Pays de la Loire Tour 2023
La Région Pays de la Loire Tour 2023, sessantanovesima edizione della corsa, prima con la nuova denominazione, e valida come prova del circuito UCI Europe Tour 2023 categoria 2.1, si svolse dal 4 al 7 aprile su un percorso di 695 km ripartiti in 4 tappe, con partenza da Saint-Père-en-Retz e arrivo a Le Mans. La vittoria fu appannaggio del danese Alexander Kamp, il quale completò il percorso in 15h18'40", alla media di 43,968 km/h precedendo il norvegese Fredrik Dversnes ed il francese Valentin Ferron.
Sul traguardo di Le Mans 73 ciclisti, su 102 partiti da Saint-Père-en-Retz, hanno portato a termine la competizione.

## Tappe
| Tappa  | Data     | Percorso                                       | km    | Vincitore di tappa | Leader cl. generale |
| ------ | -------- | ---------------------------------------------- | ----- | ------------------ | ------------------- |
| 1ª     | 4 aprile | Saint-Père-en-Retz > Saint-Gilles-Croix-de-Vie | 150,9 | Bryan Coquard      | Bryan Coquard       |
| 2ª     | 5 aprile | Clisson > Le Lion-d'Angers                     | 169,4 | Erlend Blikra      | Erlend Blikra       |
| 3ª     | 6 aprile | Baugé-en-Anjou > Mayenne                       | 197,1 | Bryan Coquard      | Bryan Coquard       |
| 4ª     | 7 aprile | Sablé-sur-Sarthe > Le Mans                     | 177,8 | Fredrik Dversnes   | Alexander Kamp      |
| Totale | Totale   | Totale                                         | 695   |                    |                     |

## Squadre e corridori partecipanti
| N.    | Cod. | Squadra                |
| ----- | ---- | ---------------------- |
| 1-6   | GFC  | Groupama-FDJ           |
| 11-16 | COF  | Cofidis                |
| 21-26 | EFE  | EF Education-EasyPost  |
| 31-36 | ARK  | Team Arkéa-Samsic      |
| 41-46 | TEN  | TotalEnergies          |
| 51-56 | TUD  | Tudor Pro Cycling Team |
| 61-66 | UXT  | Uno-X Pro Cycling Team |
| 71-76 | Q36  | Q36.5 Pro Cycling Team |
| 81-86 | COR  | Team Corratec          |

| N.      | Cod. | Squadra                          |
| ------- | ---- | -------------------------------- |
| 91-96   | BWB  | Bingoal WB                       |
| 101-106 | TFB  | Team Flanders-Baloise            |
| 111-116 | BBH  | Burgos-BH                        |
| 121-126 | EUS  | Euskaltel-Euskadi                |
| 131-136 | UCN  | CIC U Nantes Atlantique          |
| 141-146 | AUB  | St Michel-Mavic-Auber93          |
| 151-156 | NMC  | Nice Métropole Côte d'Azur       |
| 161-166 | GRL  | Go Sport-Roubaix Lille Métropole |

## Dettagli delle tappe

### 1ª tappa
- 4 aprile: Saint-Père-en-Retz > Saint-Gilles-Croix-de-Vie – 150,9 km

| Pos. | Corridore           | Squadra   | Tempo    |
| ---- | ------------------- | --------- | -------- |
| 1    | Bryan Coquard       | Cofidis   | 3h01'48" |
| 2    | Marijn van den Berg | EF        | s.t.     |
| 3    | Manuel Peñalver     | Burgos-BH | s.t.     |

| Pos. | Corridore           | Squadra       | Tempo    |
| ---- | ------------------- | ------------- | -------- |
| 1    | Bryan Coquard       | Cofidis       | 3h01'38" |
| 2    | Marijn van den Berg | EF            | a 1"     |
| 3    | Valentin Ferron     | TotalEnergies | a 4"     |

### 2ª tappa
- 5 aprile: Clisson > Le Lion-d'Angers – 169,4 km

| Pos. | Corridore      | Squadra | Tempo    |
| ---- | -------------- | ------- | -------- |
| 1    | Erlend Blikra  | Uno-X   | 3h45'09" |
| 2    | Stian Fredheim | Uno-X   | s.t.     |
| 3    | Pierre Barbier | CIC U   | s.t.     |

| Pos. | Corridore           | Squadra | Tempo    |
| ---- | ------------------- | ------- | -------- |
| 1    | Erlend Blikra       | Uno-X   | 6h46'47" |
| 2    | Bryan Coquard       | Cofidis | s.t.     |
| 3    | Marijn van den Berg | EF      | a 1"     |

### 3ª tappa
- 6 aprile: Baugé-en-Anjou > Mayenne – 197,1 km

| Pos. | Corridore           | Squadra | Tempo    |
| ---- | ------------------- | ------- | -------- |
| 1    | Bryan Coquard       | Cofidis | 4h29'24" |
| 2    | Marijn van den Berg | EF      | s.t.     |
| 3    | Alexander Kamp      | Tudor   | s.t.     |

| Pos. | Corridore           | Squadra | Tempo     |
| ---- | ------------------- | ------- | --------- |
| 1    | Bryan Coquard       | Cofidis | 11h15'18" |
| 2    | Marijn van den Berg | EF      | a 7"      |
| 3    | Alexander Kamp      | Tudor   | a 10"     |

### 4ª tappa
- 7 aprile: Sablé-sur-Sarthe > Le Mans – 177,8 km

| Pos. | Corridore        | Squadra  | Tempo    |
| ---- | ---------------- | -------- | -------- |
| 1    | Fredrik Dversnes | Uno-X    | 4h02'38" |
| 2    | Alexander Kamp   | Tudor    | s.t.     |
| 3    | Jérémy Leveau    | Go Sport | s.t.     |

| Pos. | Corridore        | Squadra       | Tempo     |
| ---- | ---------------- | ------------- | --------- |
| 1    | Alexander Kamp   | Tudor         | 15h18'40" |
| 2    | Fredrik Dversnes | Uno-X         | a 11"     |
| 3    | Valentin Ferron  | TotalEnergies | a 15"     |

## Evoluzione delle classifiche
| Tappa             | Vincitore         | Classifica generale Maglia blu | Classifica a punti Maglia verde | Classifica scalatori Maglia a pois blu | Classifica giovani Maglia bianca | Classifica a squadre    |
| ----------------- | ----------------- | ------------------------------ | ------------------------------- | -------------------------------------- | -------------------------------- | ----------------------- |
| 1ª                | Bryan Coquard     | Bryan Coquard                  | Bryan Coquard                   | Maël Guégan                            | Rick Pluimers                    | St Michel-Mavic-Auber93 |
| 2ª                | Erlend Blikra     | Erlend Blikra                  | Marijn van den Berg             | Xabier Azparren                        | Stian Fredheim                   | CIC U Nantes Atlantique |
| 3ª                | Bryan Coquard     | Bryan Coquard                  | Marijn van den Berg             | Léo Danès                              | Stian Fredheim                   | St Michel-Mavic-Auber93 |
| 4ª                | Fredrik Dversnes  | Alexander Kamp                 | Marijn van den Berg             | Léo Danès                              | Ben Healy                        | EF Education-EasyPost   |
| Classifica finale | Classifica finale | Alexander Kamp                 | Marijn van den Berg             | Léo Danès                              | Ben Healy                        | EF Education-EasyPost   |

Maglie indossate da altri ciclisti in caso di due o più maglie vinte
- Nella 2ª tappa Marijn van den Berg ha indossato la maglia verde al posto di Bryan Coquard.

## Classifiche finali

### Classifica generale - Maglia blu
| Pos. | Corridore           | Squadra       | Tempo     |
| ---- | ------------------- | ------------- | --------- |
| 1    | Alexander Kamp      | Tudor         | 15h18'40" |
| 2    | Fredrik Dversnes    | Uno-X         | a 11"     |
| 3    | Valentin Ferron     | TotalEnergies | a 15"     |
| 4    | Jérémy Leveau       | Go Sport      | a 17"     |
| 5    | Ben Healy           | EF            | a 20"     |
| 6    | Kévin Vauquelin     | Arkéa         | a 21"     |
| 7    | Bryan Coquard       | Cofidis       | a 22"     |
| 8    | Marijn van den Berg | EF            | a 30"     |
| 9    | Johan Meens         | Bingoal WB    | a 46"     |
| 10   | Romain Cardis       | St Michel     | a 48"     |

### Classifica a punti - Maglia verde
| Pos. | Corridore           | Squadra   | Punti |
| ---- | ------------------- | --------- | ----- |
| 1    | Marijn van den Berg | EF        | 65    |
| 2    | Bryan Coquard       | Cofidis   | 61    |
| 3    | Alexander Kamp      | Tudor     | 51    |
| 4    | Erlend Blikra       | Uno-X     | 32    |
| 5    | Manuel Peñalver     | Burgos-BH | 27    |

### Classifica scalatori - Maglia a pois
| Pos. | Corridore       | Squadra   | Punti |
| ---- | --------------- | --------- | ----- |
| 1    | Léo Danès       | CIC U     | 15    |
| 2    | Xabier Azparren | Euskaltel | 14    |
| 3    | Ben Healy       | EF        | 13    |
| 4    | Alexander Kamp  | Tudor     | 10    |
| 5    | Maël Guégan     | CIC U     | 8     |

### Classifica giovani - Maglia bianca
| Pos. | Corridore       | Squadra   | Tempo     |
| ---- | --------------- | --------- | --------- |
| 1    | Ben Healy       | EF        | 15h19'00" |
| 2    | Kévin Vauquelin | Arkéa     | a 1"      |
| 3    | Paul Penhoët    | Groupama  | a 29"     |
| 4    | Nolann Mahoudo  | CIC U     | a 30"     |
| 5    | Xabier Isasa    | Euskaltel | s.t.      |

### Classifica a squadre
| Pos. | Squadra                 | Tempo     |
| ---- | ----------------------- | --------- |
| 1    | EF Education-EasyPost   | 45h58'07" |
| 2    | St Michel-Mavic-Auber93 | a 21"     |
| 3    | Bingoal WB              | a 23"     |
| 4    | TotalEnergies           | a 45"     |
| 5    | Euskaltel-Euskadi       | a 1'11"   |